# Фуллон, Александр Андреевич

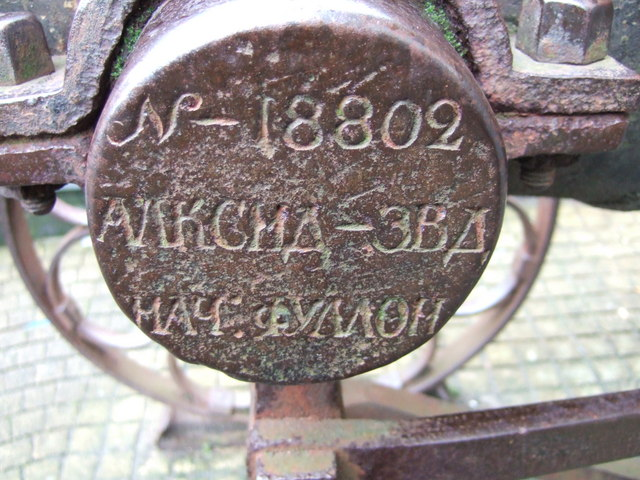
Клеймо на цапфе пушки, отлитой в 1823 году на Александровском заводе.

Александр Андреевич Фулло́н  (1764—1844) — российский горный инженер, горный начальник Олонецких заводов. Сын Андрэ Фуллона — французского купца, совладельца Французских фабрик в Петрозаводске.

## Карьера
Родился 4 (15) ноября 1764 года в Санкт-Петербурге в семье французского купца Андрэ Фуллона, совладельца «Французских фабрик» в Петрозаводске.
Начал службу в 1793 году в качестве управляющего конторой Александровского завода в Петрозаводске; 8 июля 1799 года получил чин надворного советника; с 3 апреля 1806 года берг-гауптман. С 26 ноября 1818 года — управляющий (с 28 февраля 1819 года — горный начальник) Олонецких, Санкт-Петербургского и Кронштадтского заводов. При нём в 1819 году Александровский завод посетил император Александр I. 
С 1825 года А. А. Фуллон состоял членом Учёного комитета по горной и соляной части. В 1827 году он был членом комитета, созданного для составления новых штатов казённых горных заводов и Горного положения, которые были введены в действие в 1829 году.
В 1833 г. А. А. Фуллон окончательно был переведён на службу в Санкт-Петербург, будучи назначен членом Совета при Горном департаменте с обязанностью «ежегодно осматривать действие Олонецких заводов и быть по делам оных в С.-Петербурге ходатаем». После реорганизации в 1834 году горного ведомства он стал членом Горного совета и Горного учёного комитета. В 1837 году получил чин обер-берггауптмана 4-го класса.
Фуллону принадлежит одно из первых описаний геологического строения западного района Онежского озера от реки Свирь до Заонежья. Он также известен как автор книги «О выделке железа в сыродутных печах и по каталанской методе» (СПб., 1819). Кроме того им помещено несколько статей в «Горном журнале» за 1826, 1831 и 1844 годы.
Умер 3 (15) мая 1844 года. Был похоронен на Волковском лютеранском кладбище.

## Награды
- Бронзовая медаль в память 1812 г.
- 1803 г. — Орден Святого Владимира 4-й ст.
- 1819 г. — Орден Святой Анны 2-й ст.
- Золотая медаль в память об обновлении Зимнего дворца.

## Сочинения
- Пребывание государя имп. Александра I в Петрозаводске // Благонамеренный. — 1819. — Ч. 8. — № 21
- Сведения о расположении бывших Петровских заводов // Горный журнал. — 1826. — Кн. 6
- Поездка из Петрозаводска на Кончезерский завод // Горный журнал. — 1831. — Ч. 1. — Кн. 2.

## Семья
Жена: Anna Catherina Lueder (10.9.1772—14.7.1831). Их сыновья:
- Иван (23.03.1793—21.07.1855)
- Александр (15.111796—29.05.1847)